# Manuel Huertas
Manuel Huertas Vicente (Zamora, 25 de marzo de 1942) es un político español. Es miembro del Comité Nacional del País Vasco y del Comité Provincial de Guipúzcoa, ambos cargos elegidos por Congreso País Vasco y Congreso Provincial. Fue miembro Comité Federal PSE-EE (PSOE) mientras fue secretario general de Guipúzcoa, pero ahora no lo es.

## Biografía
Manuel Huertas Vicente nació en Zamora 1942, Profesor de Enseñanza Primaria y especialista en Ciencias Sociales. Casado con Beatriz Elorza. Tiene tres hijos.
Ejerció la docencia en la Escuela Pública de Guipúzcoa hasta el año 1983.

### Trayectoria política
Afiliado al PSE-PSOE y a la UGT desde 1979. Fue Secretario General de la FETE-UGT y Secretario de formación de la organización provincial de la UGT.
En 1983 fue elegido concejal del Ayuntamiento de San Sebastián y juntero de las Juntas Generales de Guipúzcoa, donde desempeñó el cargo de Vicepresidente hasta 1987.
En 1984 salió elegido Parlamentario Vasco por Guipúzcoa cuando se produjo el asesinato de Enrique Casas. Ha sido Vicepresidente Primero en esta institución en dos legislaturas (1992-1998) y Secretario Primero (1998-2004).
En 1987 fue designado Viceconsejero de Educación en el primer gobierno de coalición PNV-PSE. Durante este período mejoró sensiblemente la Escuela Pública Vasca y quedó prácticamente redactado lo que sería la Ley de la Escuela Pública Vasca, como confluencia del sector público con las ikastolas, entre otras importantes reformas en el sistema educativo.
Como militante del PSE-PSOE en Guipúzcoa, fue responsable del área Educativa, Secretario de Política Institucional, Secretario Político y Vicesecretario.
En 1997 fue elegido Secretario General del PSE-EE (PSOE) en Guipúzcoa, cargo que renovó en dos Congresos hasta el año 2004 en el que encabezó la lista al Congreso de los Diputados, quedando desde entonces como Presidente del Partido hasta el año 2015.
Durante siete años fue miembro del Comité Federal del partido socialista y durante más de veinte años miembro de la Ejecutiva del País Vasco.
Durante el período de la primera legislatura de Rodríguez Zapatero como Presidente del Gobierno de España, realizó una intensa actividad en favor de la circunscripción: Se pusieron los cimientos del hoy TOPIC (Mundo de Títeres) de Tolosa y del Centro de Tecnificación de ciclismo de Euskadi. Se impulsó el tren de alta velocidad (“Y “ Vasca). Se concluyó el paseo marítimo de Zarauz a Guetaria, el jardín de la Memoria de San Sebastián, derogación del Plan Director aprobado por el Partido Popular para la ampliación del aeropuerto de Fuenterrabía-San Sebastián , entre otras muchas actuaciones.
En el año 2008 se retiró de la vida política institucional y permaneció como Presidente del PSE-EE (PSOE) de Guipúzcoa y como vocal de la Ejecutiva del País Vasco hasta el año 2014.

### Distinciones honoríficas
Encomienda de Alfonso X El Sabio

## Enlaces
Manuel Huertas Wikipedia de MANUEL HUERTAS en euskera
| Predecesor: Jesús Eguiguren | Vicepresidente primero del Parlamento Vasco 1992-1998     | Sucesor: Isabel Celaá |
| Predecesor: [[]]            | Secretario primero del Parlamento Vasco 1998-2004         | Sucesor: [[]]         |
| Predecesor: Jesús Egiguren  | Secretario general del PSE-EE PSOE de Guipúzcoa 1997-2004 | Sucesor: Miguel Buen  |
| Predecesor: Jesús Egiguren  | Presidente del PSE-EE PSOE de Guipúzcoa 2004-2014         | Sucesor: Miguel Buen  |
| Predecesor: [[]]            | Vocal Ejecutiva de Euskadi 1991-2014                      | Sucesor: [[]]         |
| Predecesor: [[]]            | Miembro Comité Federal PSOE 1997-2004                     | Sucesor: [[]]         |
| Predecesor: [[]]            | Secretario Político del Grupo Socialista 1991-2014        | Sucesor: [[]]         |

- Datos: Q12262979
- Multimedia: Manuel Huertas / Q12262979